# رهبر (فیلم ۱۹۷۰)
رهبر (به تامیلی: Thalaivan) و (به انگلیسی: Leader) فیلمی هندی محصول سال ۱۹۷۰ و به کارگردانی پی.ای. توماس است. در این فیلم بازیگرانی همچون ماروتور راماچاندران، وانیسری، اس. ای آشوکان، ناگش و مانوراما ایفای نقش کرده‌اند.